# 笑福亭鶴光のオールナイトニッポン.TV@J:COM
『笑福亭鶴光のオールナイトニッポン.TV@J:COM』（しょうふくていつるこのオールナイトニッポンドットティービーアットジェイコム）はJテレにて、2017年1月14日から放送しているバラエティ番組。

## 概要
2017年10月、『オールナイトニッポン』の番組開始50周年を迎えるのに際し、『笑福亭鶴光のオールナイトニッポン』を「地元密着オトナトークバラエティ」と称し、テレビ番組として復活させた。
番組制作はニッポン放送との共同制作となるが、スタジオはJ:COMのスタジオから生放送で放送し、ニッポン放送では流れていない。出演者はアシスタントとしては、鶴光と同じ事務所に所属している天童が務めるが、実質の進行（ナビゲーター）担当として、鶴光と長年『鶴光の噂のゴールデンアワー』等でアシスタントしてコンビを組んで来た田中が担当している。
しかし、新型コロナウイルス感染拡大に伴い、2020年4月11日の緊急事態宣言以降、当該番組の新規生放送は編成されず、過去の放送の再放送で凌いでいた。だが、緊急事態宣言解除後も極狭のスタジオで番組を制作しており、感染防止対策が不十分なため、緊急事態宣言解除が目されていた、同年5月25日の2日前の23日から、当該番組の放送休止が決定。
緊急事態宣言解除後から半年が経過した、同年11月14日から番組が再度編成される事が発表された。しかし、番組時間尺が30分短縮となり、休止前最後の放送となった2020年3月28日の放送後に天童が関西地区在住の男性と入籍をしていた事を発表。天童は関西地区へ生活拠点を移すことになったため結果的に降板する事となり『鶴光の噂のゴールデンリクエスト』に複数回ゲストとして出演した鶴光、天童と同じ松竹芸能に所属している紺野が新たにアシスタントとして加わる事が発表された。この時点で別ブースにいた田中が鶴光や紺野と同一のスタジオからの放送となった。
しかし、番組再開から3ヶ月が経過した翌2021年1月7日に、内閣が1都3県の首長の求めに応じて再び緊急事態宣言が発令した事で、2021年1月16日放送分の生放送を休止し、過去放送分に差替え、次回放送分前週から全出演者がビデオ会議であるZoomを用いた、事前収録に変更された。2021年3月27日初回放送(当番組は複数回再放送される）の第86回で、2020年12月12日以来3ケ月半ぶりに生放送を復活させた。2021年5月・6月は本放送を予定していた全ての土曜日を再放送に変更した。
2024年5月をもって番組最初の約30分の「地域編」が終了（本放送最終は5月18日、再放送最終は5月25日）。同年6月1日の放送からは23：00-24：00の1時間番組となる。
当該番組は、J:COMのコミュニティチャンネル枠の全国共通チャンネルであるJテレで放映されており、J:COMのケーブルテレビ設備が導入されている住宅であればJ:COM未加入世帯もノンスクランブルにて放送している。また、2017年9月9日放送分から、サイマル配信スマートフォンアプリ「ど・ろーかる」で当該番組のサイマル配信を実施しており、J:COM未契約者・サービスエリア外でも視聴することが出来ていたが、番組の事前収録形式への変更に伴い視聴出来ない期間が続いていた。しかし、同年2月1日からど・ローカルでの視聴が可能となる措置を講じた。
リクエスト楽曲が流れている間は、背景映像としてJ:COM千葉本社のライブカメラ（南西方向、京葉線や羽田空港の滑走路方面の夜景）が使用される。2019年7月までは、J:COM御徒町スタジオから放送していたため、すみだ・台東局の屋上に設置されたライブカメラ（東京スカイツリーをメインにした首都高速道路の夜景）が使用されていた。また、プッシュアーティストの曲をかける場合は、ミュージック・ビデオが使われる。

## 出演者

### 現在

#### MC
- 笑福亭鶴光（落語家） - 2017年1月14日 -

#### アシスタント
- 紺野ぶるま（お笑いタレント） - 2020年11月14日 -  （2022年3月26日本放送分 [注 2] - 同年4月23日本放送分は産休[16][17]。だが4月23日放送では自宅から短時間出演[18]）

#### ナビゲーター（進行）
- 田中美和子（タレント、フリーアナウンサー） - 2017年1月14日 - [注 3]

### 過去

#### アシスタント
- 天童なこ（競馬タレント） - 2017年1月14日 - 2020年3月28日

## コーナー

### 現在
新型コロナウイルス感染拡大後のリニューアルに伴い番組前半と後半の構成に変化を持たせ、前半は「地域編」として週替わりでJ:COMの支局が所在する地域情報、
後半は『オールナイトニッポン』と『噂のゴールデンリクエスト』のコーナーを折衷した構成となっていたが、2024年6月より後半のみとなった。
どナイト編→エンタメ編（2021年10月9日本放送から）
- グラビアアイドルちゃんが歌う　オープニングセクシーソング～～～

- 青春プレミアトーク

豪快ゲストを迎えて、ゲストのプロフィールと併せながら青春時代を振り返る「私の時代年表」や、ゲストが発信する「青春時代の衝撃〇〇ベスト３」を発表しながら、古き良き時代の懐かしさを軸に、ゲストのエピソードトークを繰り広げるコーナー。第82回(2021年1月30日初回放送）と第83回(2021年2月13日初回放送）では休止された。なお、ゲストの楽曲はアシスタントが曲振りを行う。
このあとからグラビアアイドルが出演するが、これまでの「巷で噂のグラビアゲスト」というようなタイトルは設けていない。
- 紺野ぶるまの芽吹きました

紺野の持ちネタである謎かけのすべての答えを下ネタにするネタを視聴者から募ったお題を即興で謎かけを行うコーナー。2022年10月8日放送以降、新型コロナウイルスでの番組休止・リニューアル後再度出演をしているグラビアアイドルゲストはこのコーナー以降（当コーナー→エロリーマン川柳→ミッドナイトストーリーの順）番組終了まで出演し、謎かけにも挑戦する。
- エロリーマン川柳

「男と女のミッドナイト大喜利」の後継コーナー
男性の本能と理性のはざまで揺れ動く、サラリーマンの悲哀と時代のトレンドを織り交ぜた川柳を募り、グラビアアイドルゲストが大賞を決める
- ミッドナイトストーリー

『鶴光のオールナイトニッポン』等で披露していた、鶴光の十八番芸である、エッチなストーリーを連想させながらも、実際にはその内容とは関係のない行為をしていたオチを付ける物語

### 過去
- OPトーク

アシスタントとナビゲーターの近況を報告と3面ニュースを交えつつ、タイトルコールとコーナー紹介を行う
- 発見!街のべっぴんさん

地域で輝く女性と電話で生トークし、べっぴんさんの素性を紹介しつつ、お気に入りの地域の場所・名所を紹介する
- 聴いてジンジン!青春ジュークボックス

週替わり紹介自治体の首長や紹介担当者が、地域を紹介をしつつ、当時：『鶴光のオールナイトニッポン』を聴いていたその時代を振返りながら、当時の青春の1曲を紹介する
- これが私の生きる街

「聴いてジンジン!青春ジュークボックス」と「発見!街のべっぴんさん」の折衷後継コーナー
放送回にて、１つの地域にスポットを当てて、紹介自治体の首長や商工会議所会頭がリモート形式で登場し、
コロナ禍で風化させない街の魅力と、今後の展望を発信し、お取り寄せ可能な特産品や観光地、イベント等の新たな取り組みを紹介する。2021年10月9日生放送より「やっぱりこの街が好き」にリニューアル。
- 教えてください、スナックママ!

2018年10月から開始したコーナー。地域の名物スナックママに電話を繋いで、酸いも甘い人生の経験とお店の情報を紹介する
どローカル編→地域編（2021年10月9日本放送から2024年5月18日本放送まで）
- やっぱりこの街が好き

エンタメ編の青春プレミアトークのゲストゆかりの地域にスポットを当て、首長やゲストに関わる人々がリモートで生登場。ゲストのエピソードトークを交えて地域の魅力を発信する。
- ご当地プレゼント

特集した地域の中から選りすぐりの逸品を視聴者プレゼント。応募には番組内で発表するキーワードが必要。
どナイト編
- わーる どナイトニュース

23時の時報明け、『噂のゴールデンアワー』で放送していた、鶴光からの「エッチなニュースか?」の問いを田中が否定して、世界の珍しい出来事を3本読み上げるコーナー。コーナー後、天童が残りのコーナーへのメッセージ呼び込みを行う
- 世界の伏字ニュース

『噂のゴールデンリクエスト』で放送しているコーナー
世界のあらゆるニュースを、伏字にアレンジすることで、ちょっぴり大人のニュースに聞かせるコーナー。
- 巷で噂のグラビアゲスト

週替わりゲストでグラビアアイドルをスタジオに招き、プロフィールをもとに、グラビアアイドルの素顔を紹介する。コーナーとしては過去のものとなったが、2022年10月8日放送分から番組最後の約15分間（紺野ぶるまの芽吹きました以降のコーナー）スタジオにグラビアアイドルを招いている（再開後最初のグラビアゲストは比留川マイ）。
- 男と女のミッドナイト大喜利

一般的なモノと少しエッチなものについて、その違いをグラビアアイドル、天童、田中の3人で謎かけする
- セクシーなじょなじょ

『噂のゴールデンアワー』のコーナーのリバイバルで、少々エッチなことを連想させるなじょなじょ（謎々）をグラビアアイドルに出題する。正解出来ない場合は1枚つづ着用してる服を脱いで、水着を披露する。
その後、田中が歌唱するカラオケ楽曲に合わせて、グラビアポーズを披露する流れの構成になっている。
1問目は23時台冒頭で天童が出題し、視聴者も番組メールフォームから投稿することで解答に参加することが出来る。
- なこちんの!夜のお悩み相談室

天童へ視聴者からの悩み相談コーナー。悩み解決が出来ようが出来まいが、相談の締めはピンポンボタンを押下する

## 放送時間

### 現在
本放送
- 隔週：土曜 23:00 - 24:00 [注 5]

最新放送回の再放送
- 毎週：日曜 25:00 - 26:00（月曜 1:00 - 2:00）[注 6]

### 過去
- 隔週：土曜 22:00 - 0:00 - 2017年1月14日 - 2020年3月28日

2018年2月3日 - 3月3日は2018年平昌オリンピック中継を編成するため生放送は行われなかった。
2019年10月12日は令和元年東日本台風（台風19号）が関東地区に最接近する予報だったため、生放送を中止し、翌週10月19日の放送分と合わせて最新回（2019年9月28日生放送分）の再放送が行われた。
- 隔週：土曜 22:00 - 23:30 - 2020年11月14日 - 2021年9月25日
- 隔週：土曜 22:30 - 24:00[注 7][注 8] - 2021年10月9日 - 2024年5月18日

## 特別番組
- 年越し列島リレーSP

過去、鶴光がJ:COMにて制作された年越し特番に出演して来たが、2019年は当該番組をベースに年越し番組を制作。構成は過去のJ:COM年越し特番同様、J:COM放送局が所在する日本各地から年越しの模様を中継する。また、番組を制作しているニッポン放送にて年越し特番として編成した『三四郎のオールナイトニッポン 年越し初笑いSP 2019→2020』のスタジオと結んでテレビ、ラジオ同時放送した
出演者は、レギュラー放送と同じく田中と天童が出演するが、天童はリポーターとして中継を担当した
出演者：鶴光、田中、スタジオ進行：福井瑞規（J:COMアナウンサー）、リポーター：山崎まさや（横浜中華街）、内山信二、堀野沙織（J:COMアナウンサー）（渋谷駅前）、田口万莉（万博記念公園）、松村邦洋、嶋田愛（J:COMアナウンサー）（門司港）、天童、平岡律子（愛媛CATVキャスター）（道後温泉）、ゲスト：重盛さと美、希帆（LLS）
2019年12月31日 23:30 - 2020年1月1日 25:00